# Národní basketbalová liga
La Národní basketbalová liga, nota anche come NBL, è la massima serie del campionato ceco di pallacanestro.

## Storia
Sorto nel 1993 dopo la scissione dell'ex Cecoslovacchia e la conseguente sparizione del campionato di pallacanestro cecoslovacco, il campionato ceco sorse assieme a quello slovacco, che dall'anno della separazione della Cecoslovacchia è autonomo.
Dal 2004 è incontrastato il dominio del ČEZ Basketball Nymburk che ha vinto gli ultimi quindici campionati consecutivi.

## Albo d'oro
- 1993  USK Praga
- 1993-1994  Brno
- 1994-1995  Brno
- 1995-1996  Brno
- 1996-1997  Opava
- 1997-1998  Opava
- 1998-1999  Mlékárna Kunín
- 1999-2000  USK Praga
- 2000-2001  USK Praga
- 2001-2002  Opava
- 2002-2003  Opava
- 2003-2004  Nymburk
- 2004-2005  ČEZ Nymburk
- 2005-2006  ČEZ Nymburk
- 2006-2007  ČEZ Nymburk
- 2007-2008  ČEZ Nymburk
- 2008-2009  ČEZ Nymburk
- 2009-2010  ČEZ Nymburk
- 2010-2011  ČEZ Nymburk
- 2011-2012  ČEZ Nymburk
- 2012-2013  ČEZ Nymburk
- 2013-2014  ČEZ Nymburk
- 2014-2015  ČEZ Nymburk
- 2015-2016  ČEZ Nymburk
- 2016-2017  ČEZ Nymburk
- 2017-2018  ČEZ Nymburk
- 2018-2019  ČEZ Nymburk
- 2019-2020 non assegnato
- 2020-2021  Nymburk
- 2021-2022  Nymburk
- 2022-2023  Opava
- 2023-2024  Nymburk
- 2024-2025  Nymburk

## Vittorie per club
| Club       | Città      | Titolo | Anno |
| ---------- | ---------- | ------ | --- |
| Nymburk    | Nymburk    | 20     | 2004, 2005, 2006, 2007, 2008, 2009, 2010, 2011, 2012, 2013, 2014, 2015, 2016, 2017, 2018, 2019, 2021, 2022, 2024, 2025 |
| Opava      | Opava      | 5      | 1997, 1998, 2002, 2003, 2023                                                                                           |
| USK Praga  | Praga      | 3      | 1993, 2000, 2001 |
| Brno       | Brno       | 3      | 1994, 1995, 1996 |
| Nový Jičín | Nový Jičín | 1      | 1999 |